# Svjetsko prvenstvo u reliju 2014.
Svjetsko prvenstvo u reliju 2014. bila je 42. sezona FIA Svjetskog prvenstva u reliju. Uključivala je 13 reli utrka.
U prvenstvo se je s tvorničkom momčadi vratio Hyundai (nakon sezona 2003.).
Utrka Reli Poljska vratila se u kalendar nakon pet godina i zamijenio Akropolis reli.
Titulu svjetskog prvaka ponovno je ponio Francuz Sébastien Ogier u automobilu Volkswagen Polo R WRC. Momčadska titula je pripala također ponovno momčadi Volkswagen Motorsport.

## Poredak

### Prvenstvo vozača
1. Sébastien Ogier - ukupno 267 bodova
2. Jari-Matti Latvala - ukupno 218 bodova
3. Andreas Mikkelsen - ukupno 150 bodova
4. Mikko Hirvonen - ukupno 126 bodova
5. Mads Østberg - ukupno 108 bodova
6. Thierry Neuville - ukupno 105 bodova

### Prvenstvo momčadi
1. Volkswagen Motorsport - 447 bodova
2. Citroën Total Abu Dhabi World Rally Team - 210 bodova
3. M-Sport Ford World Rally Team - 208 bodova
4. Hyundai Shell World Rally Team - 187 bodova

## Vanjske poveznice
- Službene internet stranice Svjetskog prvenstva u reliju (engl.) (fr.) (šp.)